# Himno del ido
El himno del Ido (Ido-himno en ido) es un poema escrito por Sten Liljedahl para representar el idioma ido y al movimiento idista.

## Melodía
La música es la misma que la de La Espero, el himno del esperanto. Fue compuesta por Félicien Menu de Ménil.

## Letra
| Yen ni venas, mikra Idistaro kun ideo bel e praktikal, por montrar ad obstinem homaro maxim bona verko mondlingual, Lernez Ido simpla e sparema nam stranjera lingui desfacil esas nur obstakli disipema, qui impedas agi plu fertil. Helpez do per honoroz kombato, frati sur la tero sospirant, al felica e vinkoza fato, quan meritas linguo unigant! Vivez Ido, nia grand idolo, kom la vera linguo futural! Brilez stelo, nia kar simbolo, klare tra la mondo unesal! | Aquí nosotros, pequeño puñado de idistas con una idea bella y práctica para mostrar a la humanidad obstinada la mejor obra del mundo lingüístico. Aprended ido simple y sobrio porque las lenguas extranjeras difíciles sólo son obstáculos derrochadores que impiden acciones más fértiles. ¡Ayudad pues mediante este combate glorioso, a los hermanos sobre la Tierra suspirantes, a obtener una salida alegre y victoriosa por medio de una lengua unificadora! ¡Viva el Ido, nuestro gran ídolo, como la verdadera lengua del futuro! ¡Brilla estrella, nuestro querido símbolo, claramente a través del mundo unitario! |

- Datos: Q3495127